# Mateusz Wieteska
Mateusz Wieteska (Varsovia, 11 de febrero de 1997) es un futbolista internacional polaco que juega de defensa en el Kocaelispor de la Superliga de Turquía.

## Trayectoria
Estuvo entre 2010 y 2014 en las categorías inferiores del Legia de Varsovia, antes de ser ascendido al primer equipo en la temporada 2012/13, disputando tan solo dos partidos con el club. En 2015 se hizo oficial su cesión al Dolcan Ząbki de la I Liga, además de ser convocado regularmente a la selección sub-17 de Polonia. Tras jugar en el Chrobry Głogów en condición de cedido, ficharía por el Górnik Zabrze, regresando a la primera plantilla del Legia de Varsovia en verano de 2018. Esta segunda etapa en el club duró cuatro años, marchándose en julio de 2022 al Clermont Foot 63 francés. Disputó 35 partidos en su primera campaña en la Ligue 1 y al inicio de la siguiente temporada marcó un gol al A. S. Monaco antes de ser traspasado al Cagliari Calcio a finales de agosto. En un año y medio jugó 28 encuentros antes de ser cedido en enero y julio de 2025 al PAOK de Salónica F. C. y al Kocaelispor respectivamente.

## Selección nacional
El 14 de junio de 2022 debutó con la selección de Polonia en un encuentro de la Liga de Naciones de la UEFA 2022-23 ante Bélgica que perdieron por cero a uno.

## Palmarés

### Títulos nacionales
| Título          | Club              | País    | Año  |
| --------------- | ----------------- | ------- | ---- |
| Copa de Polonia | Legia de Varsovia | Polonia | 2015 |
| Copa de Polonia | Legia de Varsovia | Polonia | 2016 |
| Ekstraklasa     | Legia de Varsovia | Polonia | 2016 |
| Ekstraklasa     | Legia de Varsovia | Polonia | 2020 |
| Ekstraklasa     | Legia de Varsovia | Polonia | 2021 |